# Ovid (Kolorado)
Ovid – miasto w Stanach Zjednoczonych, w stanie Kolorado, w hrabstwie Sedgwick.